# Fight Song (EP)
Fight Song è il primo EP della cantautrice statunitense Rachel Platten, pubblicato il 12 maggio 2015 dalla Columbia Records.

## Promozione
L'EP è stato promosso dal singolo Fight Song, pubblicato a febbraio 2015 e giunto al primo posto nel Regno Unito e nella top ten negli Stati Uniti.

## Accoglienza
Marcy Donelson di AllMusic ha elogiato i testi dell'EP, paragonando lo stile dei brani ad una «Katy Perry più sincera».

## Tracce
1. Fight Song – 3:24
2. Lone Ranger – 3:07
3. Beating Me Up – 3:09
4. Congratulations – 3:46

## Classifiche
| Classifica (2015) | Posizione massima |
| ----------------- | ----------------- |
| Stati Uniti       | 20                |